# العلاقات البوروندية السورينامية
العلاقات البوروندية السورينامية هي العلاقات الثنائية التي تجمع بين بوروندي وسورينام.

## مقارنة بين البلدين
هذه مقارنة عامة ومرجعية للدولتين:
| وجه المقارنة                                              | بوروندي                                    | سورينام                        |
| --------------------------------------------------------- | ------------------------------------------ | ------------------------------ |
| المساحة (كم2)                                             | 27.83 ألف                                  | 163.27 ألف                     |
| عدد السكان (نسمة)                                         | 10.86 مليون                                | 563.40 ألف                     |
| الكثافة السكانية (ن./كم²)                                 | 390.23                                     | 3.45                           |
| العاصمة                                                   | بوجومبورا، جيتيغا                          | باراماريبو                     |
| اللغة الرسمية                                             | اللغة الكيروندية، لغة فرنسية، لغة إنجليزية | اللغة الهولندية                |
| العملة                                                    | فرنك بوروندي                               | دولار سورينامي، غيلدر سورينامي |
| الناتج المحلي الإجمالي (بليون دولار)                      | 3.48 مليار                                 | 3.32 مليار                     |
| الناتج المحلي الإجمالي (تعادل القوة الشرائية) بليون دولار | 8.13 مليار                                 | 9.07 مليار                     |
| الناتج المحلي الإجمالي الاسمي للفرد دولار أمريكي          | 277                                        | 9.48 ألف                       |
| الناتج المحلي الإجمالي للفرد دولار أمريكي                 | 77                                         | 16.64 ألف                      |
| مؤشر التنمية البشرية                                      | 0.400                                      | 0.714                          |
| رمز المكالمات الدولي                                      | +257                                       | +597                           |
| رمز الإنترنت                                              | .bi                                        | .sr                            |
| المنطقة الزمنية                                           | ت ع م+02:00                                | 00                             |

## منظمات دولية مشتركة
يشترك البلدان في عضوية مجموعة من المنظمات الدولية، منها:
| علم المنظمة | اسم المنظمة                                 | تاريخ انضمام بوروندي | تاريخ انضمام سورينام |
| ----------- | ------------------------------------------- | -------------------- | -------------------- |
|             | يونسكو                                      | 16 نوفمبر 1962       | 16 يوليو 1976        |
|             | وكالة ضمان الاستثمار متعدد الأطراف          | 10 مارس 1998         | 2 يوليو 2003         |
|             | الأمم المتحدة                               | 18 سبتمبر 1962       | 4 ديسمبر 1975        |
|             | مجموعة دول أفريقيا والكاريبي والمحيط الهادئ | ?                    | ?                    |
|             | الاتحاد البريدي العالمي                     | ?                    | ?                    |
|             | البنك الدولي للإنشاء والتعمير               | 28 سبتمبر 1963       | 27 يونيو 1978        |
|             | الاتحاد الدولي للاتصالات                    | 16 فبراير 1963       | 15 يوليو 1976        |
|             | منظمة حظر الأسلحة الكيميائية                | ?                    | ?                    |
|             | مؤسسة التمويل الدولية                       | 28 نوفمبر 1979       | 1 سبتمبر 2011        |
|             | منظمة التجارة العالمية                      | 23 يوليو 1995        | ?                    |
|             | منظمة الشرطة الجنائية الدولية               | ?                    | ?                    |

## وصلات خارجية
- موقع وزارة الخارجية السورينامية